# Hope Hampton
Hope Hampton (Mae Elizabeth Hampton) (19 de febrero de 1897 – 23 de enero de 1982) fue una actriz cinematográfica estadounidense que trabajó en la época del cine mudo, destacándose por sus interpretaciones de mujeres jóvenes e inconformistas de la década de 1920.

## Primeros años
Nació en Houston, Texas, y se crio en Filadelfia. Fue ganadora de concursos de belleza, y la descubrió el pionero del cine mudo estadounidense Jules Brulatour, mientras trabajaba como extra para el director Maurice Tourneur. Debutó en la pantalla con A Modern Salome, y siguió interpretando varios filmes producidos por Brulatour. En 1923, Hampton se casó con su mánager, Brulatour, durando el matrimonio hasta el fallecimiento de él en 1946.

## Últimos años
Tras retirarse de la gran pantalla al iniciarse el cine sonoro, Hampton se dedicó a la ópera, debutando con la obra Manon, representada por la Philadelphia Opera. Volvió a la pantalla para trabajar en The Road to Reno (1938), un film dirigido por su marido. Más adelante fue conocida como La Duquesa de Park Lane, miembro importante de la alta sociedad de Nueva York, hasta su fallecimiento en esa ciudad a los 84 años a causa de una dolencia cardiaca.